# Om Prakash
Om Prakash is een Indiaas diplomaat. Hij was ambassadeur in Kirgizië, Suriname en Finland.

## Biografie
Om Prakash trad in 1977 in dienst van het ministerie van Buitenlandse Zaken. In de loop van zijn carrière bekleedde hij verschillende posten in Europa, Centraal-Azië en het Caribisch gebied. Tussen april 1997 en juli 2000 was hij consul-generaal in Milaan, Italië, en van augustus 2000 tot maart 2003 ambassadeur in Kirgizië.
Aansluitend vertegenwoordigde hij India als ambassadeur in Suriname van maart 2003 tot oktober 2004. In die periode werd hij tevens aangesteld als hoge commissaris voor Barbados. Vanaf maart 2007 diende hij als consul-generaal in Osaka en Kōbe in Japan. Hier was hij in dienst tot begin januari 2009.
Daarna werd hij benoemd tot ambassadeur in Finland, waar hij diende van 7 maart 2009 tot 30 september 2010. Vanaf april 2009 was hij ook de niet-resideren ambassadeur in Estland.